# 杉山神社
杉山神社（すぎやまじんじゃ）は、主に五十猛神（スサノオの子）や日本武尊を主祭神とする神社である。旧武蔵国における式内社の一社とされるが、その論社とされる神社は現在の神奈川県横浜市を中心に川崎市、東京都町田市、稲城市などに数十社存在する。椙山神社表記の場合もある。

## 概要
杉山神社は周辺地域に住む民衆の信仰の中心として鶴見川水系沿いを中心に拡大したとされるが、謎の多い神社である。鶴見川の他に帷子川および大岡川水系、多摩川の右岸（川崎市・稲城市）に存在するが、多摩川を超えた領域には存在しない。江戸時代に編纂された『新編武蔵風土記稿』では杉山神社が全部で72社あると記されているが、その後の合祀や社名変更などにより現状で宗教法人登録されている「杉山」（椙山も含む）が付く神社の合計は44社となっている。
平安時代の貞観11年（869年）に編纂された『続日本後紀』では「枌山神社」と記述される古社で、同書では当社が承和5年 （838年）2月に官幣を賜り、また承和15年（848年）5月には従五位下を授かった旨が記されている。さらに延長5年（927年）に編纂された『延喜式神名帳』では「武蔵国都筑郡唯一の式内社」との記載もされている。しかしその本社は比定されておらず、未だ多くの論社が存在する。なお、論社のうち現在では横浜市（緑区西八朔町、都筑区中川および茅ケ崎中央、港北区新吉田町）にある4社が最有力とされている。
名称の由来については、杉山に祀られていたという説や樹木の神である五十猛命と杉林に因むという説、船舶材として使用されていた杉の木に因むという説など諸説ある。また当社の由緒についても不明な点が多いが、出雲民族の末裔（五十猛命）が紀州熊野より海人族を引き連れて伊豆半島や三浦半島に辿り着き、後者を経由して鶴見川水系に住み着いた一族の頭領が杉山神社を創建したという説がある。なお、三浦半島の三浦郡葉山町上山口には旧相模国で唯一の杉山神社があり、さらに同神社の「元宮」と呼ばれる社も周辺の山中に鎮座しているが、旧武蔵国における杉山神社との関係は不明である。この他、茅ケ崎中央の杉山神社に伝わる由緒では「天武天皇白鳳3年、安房神社神主の忌部勝麻呂（紀州系忌部氏）によって武蔵国の杉山の岡に高御座巣日太命（高御産日命）・天日和志命（天日鷲命）・由布津主命（阿八別彦命）の3柱が祀られ、同氏の麻穀栽培地開墾の拡大とともに神社も広まった」とされている。当時の都筑郡は開拓者である忌部氏の勢力が強く、多くの古墳や環濠集落が作られるなど武蔵国府の支配外にある一つの小国を形成しており、古東海道も横断する物資の集散地であった。ただし、杉山神社の始まりが忌部勝麻呂によるものとされることについては『新編武蔵風土記稿』で記載されているものの、他に文献資料などが残っておらず根拠としては乏しいとされる。
一方、上述の杉山神社のルーツとは別に、源頼朝縁の旧相模国土肥郷杉山における市杵島姫命（弁財天） を祀る「七杉山神社」（鎌倉の鬼門鎮護を目的に7つの祠を建立）とされる社があり、式内社論社の杉山神社とも一部重複している。
なお、東京都墨田区千歳の江島杉山神社も本来は弁天社（江ノ島神社を勧請したもの）であり、「杉山」は杉山和一を祀っているため付いた名である。

## 関東地方に所在する主な杉山神社
神奈川県横浜市
- 鶴見神社 （鶴見区鶴見中央）の旧称
- 杉山神社 （鶴見区岸谷）
- 杉山神社 （神奈川区片倉）
- 杉山大神 （神奈川区六角橋）
- 杉山社（神奈川区菅田町）
- 杉山神社 （西区中央） - 戸部杉山神社とも。
- 杉山神社 （南区南太田） - 横濱水天宮とも[9]。
- 杉山神社 （南区宮元町）
- 杉山神社 （保土ケ谷区川島町） - 川島杉山神社とも。
- 杉山神社 （保土ケ谷区星川） - 星川杉山神社とも。
- 杉山神社 （保土ケ谷区和田）
- 杉山社 （保土ケ谷区仏向町）
- 杉山社 （保土ケ谷区上星川）
- 杉山社 （保土ケ谷区西久保町）
- 杉山神社 （保土ケ谷区坂本町）
- 杉山神社 （港北区新吉田町） - 有力論社の一つ。
- 杉山神社 （港北区岸根町）
- 杉山神社 （港北区新羽町海老ガ谷）…新羽総鎮守。
- 杉山神社 （港北区新羽町字北ノ谷）…北新羽総鎮守。
- 杉山神社 （港北区樽町四丁目）
- 杉山神社 （緑区西八朔町） - 有力論社の一つ。武蔵国六宮として大國魂神社の例大祭「くらやみ祭」に参列。
- 杉山神社 （緑区中山町）
- 杉山神社 （緑区青砥町）
- 杉山神社 （緑区鴨居）
- 杉山神社 （緑区三保町）
- 杉山神社 （緑区寺山町）
- 千草台杉山神社 （青葉区千草台）
- 市ヶ尾杉山神社 （青葉区市ケ尾町）
- みたけ台杉山神社 （青葉区みたけ台）
- 上恩田杉山神社 （青葉区あかね台）
- 鐵神社 （青葉区鉄町） - 旧社名：青木明神・杉山明神合社。
- 杉山神社 （都筑区茅ケ崎） - 有力論社の一つ。
- 杉山神社 （都筑区中川） - 有力論社の一つ。大棚杉山神社とも。
- 杉山神社 （都筑区勝田町）
- 杉山神社 （都筑区大熊町）
- 杉山神社 （都筑区佐江戸町）
- 杉山神社 （都筑区池辺町）

神奈川県（横浜市以外）
- 杉山大神 （川崎市幸区小倉）
- 杉山神社 （川崎市高津区末長） - 社殿が1964年（昭和39年）に火災で焼失し、1972年（昭和47年）に再建された。
- 杉山社 （川崎市多摩区西生田）
- 杉山神社（三浦郡葉山町上山口）

東京都
- 江島杉山神社 （墨田区千歳） - 江戸時代の杉山検校（杉山和一）を祀る。
- 杉山神社 （稲城市平尾）
- 椙山神社 （町田市三輪町）[10]
- 杉山神社 （町田市成瀬）
- 杉山神社 （町田市金森） - 同地区内に2社が所在。
- 杉山神社 （町田市つくし野）
- 杉山神社 （町田市能ヶ谷） - つくし野出張社務所。

## 関東地方以外に所在する杉山神社
- 杉山神社（青森県弘前市百沢東岩木山）
- 杉山神社 （奈良県桜井市飯盛塚） - 祭神は大山津見神（大山祇神）で、天御中主神および神皇産霊命を合祀している[11]。また、同市多武峰にある談山神社の境内にも末社として杉山神社（祭神は久久能智神[12]）が鎮座している。
- 杉山神社（福岡県福岡市早良区西新） - 宇迦之御魂神を祭神とする稲荷神社。大正初期までは、当地に鎮座していた紅葉八幡宮の境内正面に所在した。紅葉八幡宮が同区高取に移転した後は当社も僅かに移転しているものの、今も西新の地に残っている[13]。